# Mutzenmandel

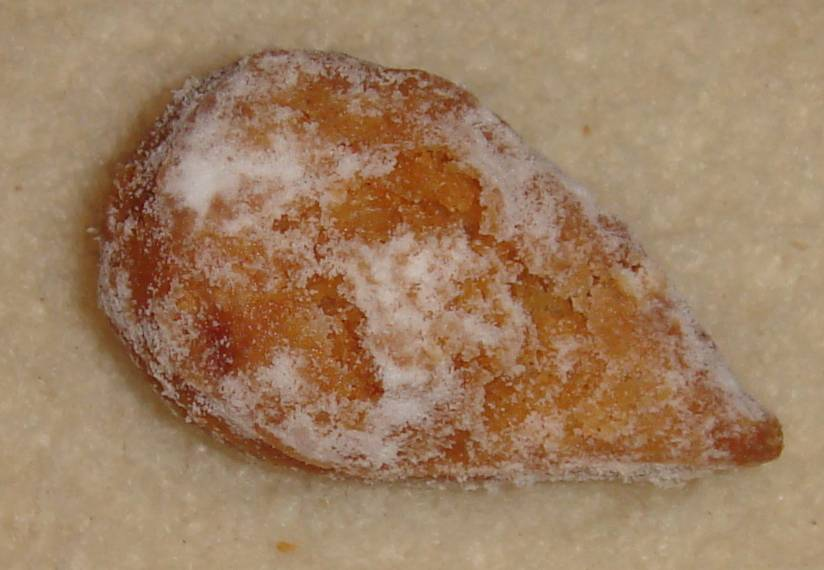
Eine Mutzenmandel

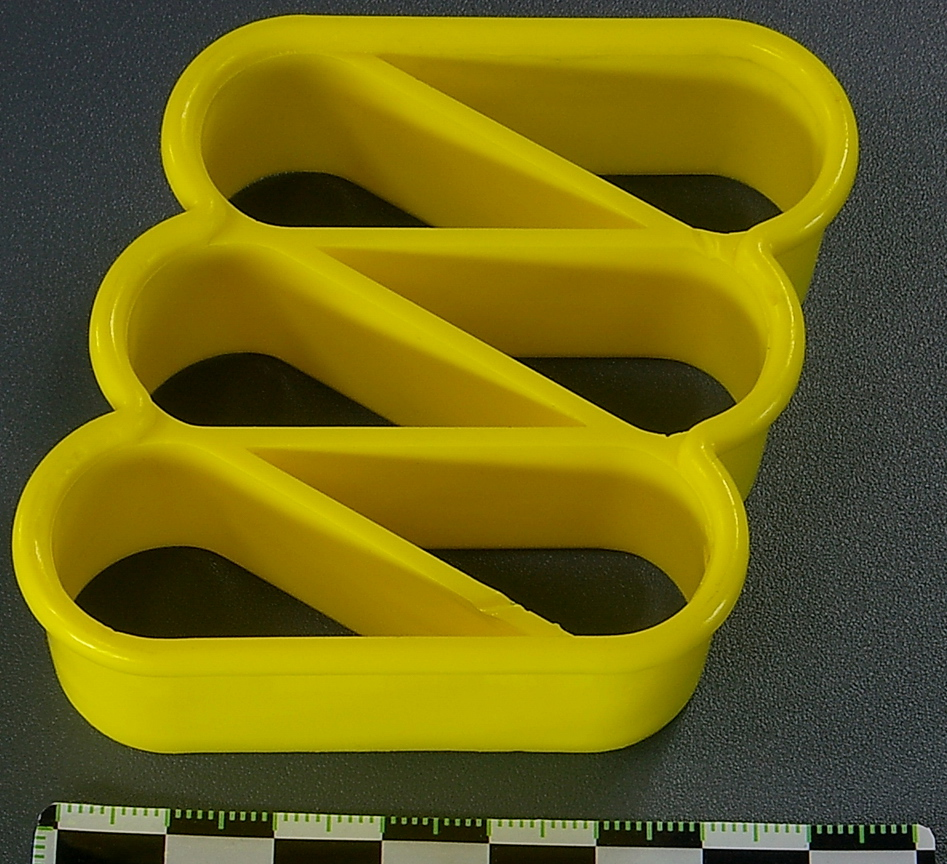
Ausstechform für Mutzenmandeln

Mutzenmandeln, Muze(n)mandeln oder Mandelmutzen sind kleine Gebäcke aus Mürbeteig in mandelähnlicher Form. Umgangssprachlich sind auch Bezeichnungen wie „Mutzen“ oder „Muzen“ verbreitet; diese sollten aber nicht mit den rheinischen Mutzen verwechselt werden.
Zur Zubereitung wird zunächst ein Mürbeteig aus Mehl, Backfett, Zucker, Eiern und Backpulver oder Hirschhornsalz hergestellt. In einigen Regionen ist auch die Zugabe von Marzipanrohmasse üblich. Weitere aromatisierende Zutaten sind je nach Rezept geriebene Bittermandeln oder Mandeln, Rum oder Likör. Der gekühlte Teig wird mit Teelöffeln zu länglichen Klößchen abgestochen oder fingerdick ausgerollt und mit speziellen tropfenförmigen Formen ausgestochen. Schließlich werden die Mutzenmandeln in Fett schwimmend ausgebacken, abgetropft und in Zucker gewälzt oder mit Puderzucker bestäubt. Im Rheinland und Westfalen werden sie traditionell ab Herbst bis zur Karnevalszeit verzehrt.
Für die ostpreußische Variante wird eine Masse aus Butter, Eigelb und Zucker mit Eischnee vermischt und mit Mehl zu einem ausrollbaren Teig vermischt. Typische Aromaten sind Zimt und Rum. Die Mandelchen werden anschließend ausgestochen und in Fett ausgebacken.
Für die Variante Tiopati in der senegambischen Küche, also in Senegal und Gambia, wird die Masse aus Butter, Mehl, Eiern und Backpulver mit Muskatnuss verfeinert und in Erdnussöl frittiert.